# Австрія на зимових Олімпійських іграх 2014
Австрія на зимових Олімпійських іграх 2014 року у Сочі була представлена 130 спортсменами у 14 видах спорту.

## Біатлон
Спринт
| Змагання | Спортсмени           | Час     | Промахи | Місце |
| -------- | -------------------- | ------- | ------- | ----- |
| Чоловіки | Домінік Ландертінгер | 24:34.8 | 0+0     | 2     |
| Чоловіки | Сімон Едер           | 24:47.2 | 0+0     | 7     |
| Чоловіки | Крістоф Зуманн       | 25:25.5 | 0+0     | 20    |
| Чоловіки | Даніель Мезотіч      | 26:06.6 | 0+2     | 38    |
| Жінки    | Ліза Тереза Гаузер   | 22:15.6 | 0+0     | 27    |
| Жінки    | Катаріна Іннергофер  | 24:49.0 | 1+3     | 76    |

Переслідування
| Змагання | Спортсмени           | Час     | Промахи | Місце |
| -------- | -------------------- | ------- | ------- | ----- |
| Чоловіки | Сімон Едер           | 34:28.9 | 1+0+0+1 | 8     |
| Чоловіки | Домінік Ландертінгер | 34:37.5 | 0+0+1+2 | 10    |
| Чоловіки | Крістоф Зуманн       | 34:43.0 | 0+0+0+0 | 12    |
| Чоловіки | Даніель Мезотіч      | 36:23.4 | 1+0+1+1 | 37    |
| Жінки    | Ліза Тереза Гаузер   | 33:25.0 | 1+0+1+1 | 39    |

## Ковзанярський спорт
Жінки
| Дистанція | Спортсмен       | Заїзд 1 | Заїзд 1 | Заїзд 2 | Заїзд 2 | Фінал    | Фінал |
| Дистанція | Спортсмен       | Час     | Місце   | Час     | Місце   | Час      | Місце |
| --------- | --------------- | ------- | ------- | ------- | ------- | -------- | ----- |
| 500 м     | Ванесса Біттнер | 39.33   | 30      | 39.17   | 27      | 78.50    | 27    |
| 1000 м    | Ванесса Біттнер | —       | —       | —       | —       | 1:17.937 | 24    |
| 3000 м    | Анна Рокіта     | —       | —       | —       | —       | 4:16.43  | 22    |

## Сноубординг
Слоуп-стайл
| Змагання | Спортсмени          | Кваліфікація | Кваліфікація | Кваліфікація | Кваліфікація        | Кваліфікація | Півфінал | Півфінал | Півфінал | Півфінал            | Півфінал | Фінал | Фінал   | Фінал   | Фінал               | Фінал |
| Змагання | Спортсмени          | Заїзд        | Спуск 1      | Спуск 2      | Найкращий результат | Місце        | Заїзд    | Спуск 1  | Спуск 2  | Найкращий результат | Місце    | Заїзд | Спуск 1 | Спуск 2 | Найкращий результат | Місце |
| -------- | ------------------- | ------------ | ------------ | ------------ | ------------------- | ------------ | -------- | -------- | -------- | ------------------- | -------- | ----- | ------- | ------- | ------------------- | ----- |
| Чоловіки | Матіас Вайссенбахер | 1            | 18,00        | 28,75        | 28,75               | 14           |          |          |          |                     |          |       |         |         |                     |       |
| Чоловіки | Клеменс Шаттшнайдер | 2            | 90,00        | 24,25        | 90,00               | 6            |          |          |          |                     |          |       |         |         |                     |       |
| Чоловіки | Адріан Крайнер      | 2            | 24,25        | 16,00        | 24,25               | 14           |          |          |          |                     |          |       |         |         |                     |       |
| Жінки    | Анна Гассер         | 2            | 89,50        | 95,50        | 95,50               | 1            |          |          |          |                     |          |       |         |         |                     |       |

## Фігурне катання
| Змагання                  | Спортсмени                  | Коротка програма | Коротка програма | Довільна програма  | Довільна програма  | Підсумок | Підсумок |
| Змагання                  | Спортсмени                  | Бали             | Місце            | Бали               | Місце              | Бали     | Місце    |
| ------------------------- | --------------------------- | ---------------- | ---------------- | ------------------ | ------------------ | -------- | -------- |
| Чоловіче одиночне катання | Віктор Пфайфер              | 56.60            | 26               | не кваліфікувався  | не кваліфікувався  | 56.60    | 26       |
| Спортивні пари            | Міріам Ціглер/Северін Кіфер | 49.62            | 17               | не кваліфікувалися | не кваліфікувалися | 49.62    | 17       |

## Шорт-трек
| Змагання | Спортсмени      | Відбірні змагання | Відбірні змагання | Чвертьфінал | Чвертьфінал | Півфінал  | Півфінал | Фінал     | Фінал |
| Змагання | Спортсмени      | Результат         | Місце             | Результат   | Місце       | Результат | Місце    | Результат | Місце |
| -------- | --------------- | ----------------- | ----------------- | ----------- | ----------- | --------- | -------- | --------- | ----- |
| 500 м    | Вероніка Віндіш |                   |                   |             |             |           |          |           |       |
| 1000 м   | Вероніка Віндіш |                   |                   |             |             |           |          |           |       |
| 1500 м   | Вероніка Віндіш |                   |                   |             |             |           |          |           |       |